# Saa gik 75 Aar
Saa gik 75 Aar er en virksomhedsfilm instrueret af Rie Gleerup efter eget manuskript.

## Handling
Om Magasin du Nords 75 års jubilæum i 1943. Filmen skildrer forberedelserne og festlighederne i anledning af jubilæet.